# Reprezentacja Stanów Zjednoczonych na żużlu
Reprezentacja Stanów Zjednoczonych na żużlu – grupa żużlowców reprezentujących Stany Zjednoczone Ameryki w sportowych imprezach międzynarodowych. Za jej funkcjonowanie odpowiedzialny jest American Motorcyclist Association (AMA).

## Kadra
Następujący żużlowcy zostali nominowani do reprezentowania Stanów Zjednoczonych w zawodach FIM i meczu reprezentacji USA przeciwko zespołowi Reszty Świata w sezonie 2023:
Seniorzy:
- Luke Becker
- Billy Janniro
- Gino Manzares
- Broc Nicol
- Dillon Ruml
- Max Ruml

Juniorzy:
- Slater Lightcap
- Alex Martin

Klasa 250 cm³
- Nick Hohlbein

Klasa 190 cm³
- Kensei Matsudaira

## Osiągnięcia

### Mistrzostwa świata
Drużynowe mistrzostwa świata
- 1. miejsce (5): 1982, 1990, 1992, 1993, 1998
- 2. miejsce (4): 1980, 1985, 1986, 1988
- 3. miejsce (7): 1983, 1984, 1987, 1991, 1995, 1999, 2000

Mistrzostwa świata par
- 1. miejsce (3): 1981, 1982, 1992
- 2. miejsce (2): 1986, 1993
- 3. miejsce (3): 1985, 1987, 1988

Indywidualne mistrzostwa świata
- 1. miejsce (9):
  - 1937 – Jack Milne
  - 1981 – Bruce Penhall
  - 1982 – Bruce Penhall
  - 1993 – Sam Ermolenko
  - 1996 – Billy Hamill
  - 1997 – Greg Hancock
  - 2011 – Greg Hancock
  - 2014 – Greg Hancock
  - 2016 – Greg Hancock
- 2. miejsce (6):
  - 1937 – Wilbur Lamoreaux
  - 1938 – Jack Milne
  - 1990 – Shawn Moran[a]
  - 1997 – Billy Hamill
  - 2000 – Billy Hamill
  - 2006 – Greg Hancock
  - 2015 – Greg Hancock
- 3. miejsce (11):
  - 1937 – Cordy Milne
  - 1938 – Wilbur Lamoreaux
  - 1978 – Scott Autrey
  - 1982 – Dennis Sigalos
  - 1984 – Lance King
  - 1985 – Sam Ermolenko
  - 1987 – Sam Ermolenko
  - 1995 – Sam Ermolenko
  - 1996 – Greg Hancock
  - 2004 – Greg Hancock
  - 2012 – Greg Hancock

Indywidualne mistrzostwa świata juniorów
- 1. miejsce (–):
  - 1979[b] – Ron Preston
  - 1981[b] – Shawn Moran
- 3. miejsce (–):
  - 1980[b] – Dennis Sigalos
  - 1984[b] – Steve Lucero

### Pozostałe
World Games
- 1. miejsce (1):
  - 1985 – John Cook[c]

## Amerykańscy mistrzowie świata
| Imię i nazwisko | Tytuły MŚ | Indywidualni (1936–1938, od 1949) | Indywidualni (1936–1938, od 1949) | Pary (1970–1993) | Pary (1970–1993) | Drużynowi (od 1960) | Drużynowi (od 1960)    | Tytuły MŚJ | Indywidualni U-21 (od 1988) | Indywidualni U-21 (od 1988) | Drużynowi U-21 (od 2005) | Drużynowi U-21 (od 2005) | Tytuły łącznie |
| Imię i nazwisko | Tytuły MŚ | Łącznie                           | Lata                              | Łącznie          | Lata             | Łącznie             | Lata                   | Tytuły MŚJ | Łącznie                     | Lata                        | Łącznie                  | Lata                     | Tytuły łącznie |
| --------------- | --------- | --------------------------------- | --------------------------------- | ---------------- | ---------------- | ------------------- | ---------------------- | ---------- | --------------------------- | --------------------------- | ------------------------ | ------------------------ | -------------- |
| Scott Autrey    | 1         |                                   |                                   |                  |                  | 1                   | 1982                   |            |                             |                             |                          |                          | 1              |
| Ronnie Correy   | 2         |                                   |                                   | 1                | 1992             | 1                   | 1992                   |            |                             |                             |                          |                          | 2              |
| Sam Ermolenko   | 6         | 1                                 | 1993                              | 1                | 1992             | 4                   | 1990, 1992, 1993, 1998 |            |                             |                             |                          |                          | 6              |
| Billy Hamill    | 5         | 1                                 | 1996                              |                  |                  | 4                   | 1990, 1992, 1993, 1998 |            |                             |                             |                          |                          | 5              |
| Greg Hancock    | 8         | 4                                 | 1997, 2011, 2014, 2016            | 1                | 1992             | 3                   | 1992, 1993, 1998       |            |                             |                             |                          |                          | 8              |
| Josh Larsen     | 1         |                                   |                                   |                  |                  | 1                   | 1993                   |            |                             |                             |                          |                          | 1              |
| Rick Miller     | 1         |                                   |                                   |                  |                  | 1                   | 1990                   |            |                             |                             |                          |                          | 1              |
| Jack Milne      | 1         | 1                                 | 1937                              |                  |                  |                     |                        |            |                             |                             |                          |                          | 1              |
| Kelly Moran     | 2         |                                   |                                   |                  |                  | 2                   | 1982, 1990             |            |                             |                             |                          |                          | 2              |
| Shawn Moran     | 2         |                                   |                                   |                  |                  | 2                   | 1982, 1990             |            |                             |                             |                          |                          | 2              |
| Bobby Ott       | 2         |                                   |                                   |                  |                  | 2                   | 1992, 1993             |            |                             |                             |                          |                          | 2              |
| Bruce Penhall   | 4         | 2                                 | 1981, 1982                        | 1                | 1981             | 1                   | 1982                   |            |                             |                             |                          |                          | 4              |
| Bobby Schwartz  | 3         |                                   |                                   | 2                | 1981, 1982       | 1                   | 1982                   |            |                             |                             |                          |                          | 3              |
| Dennis Sigalos  | 1         |                                   |                                   | 1                | 1982             |                     |                        |            |                             |                             |                          |                          | 1              |